# Wayang

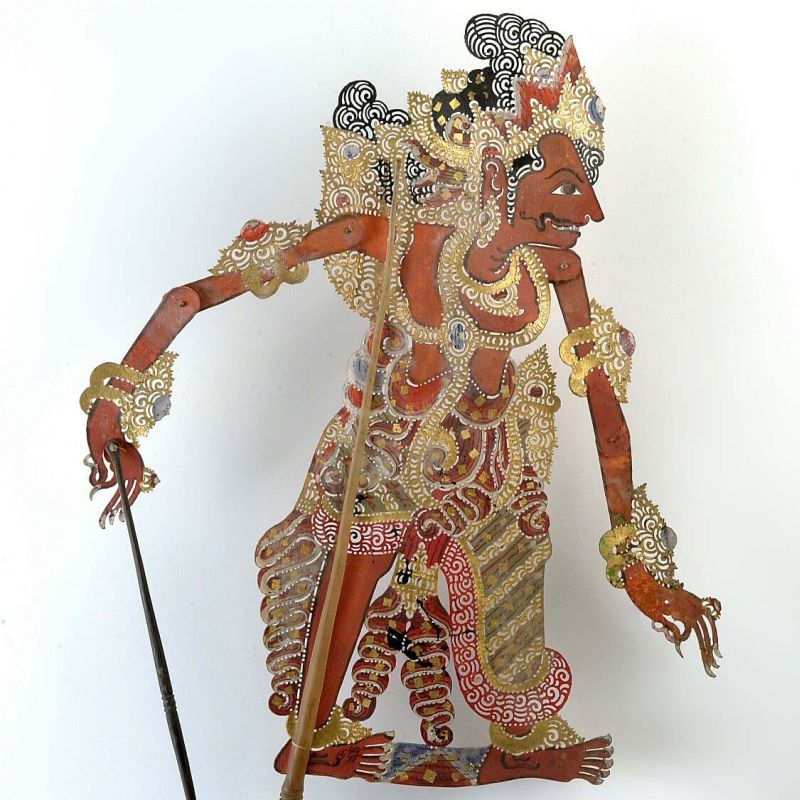
Wayang-Kulit-Figur (vor 1900)

Als Wayang wird in Indonesien jedes darstellende Spiel bezeichnet, also das traditionelle Schattenspiel (Wayang Kulit), das Spiel mit Puppen (Wayang Golek), das Maskenspiel Wayang Topeng und die Bühnendarstellungen von unmaskierten Schauspielern Wayang Wong. Die Figuren selbst werden auf Java ebenfalls als Wayang bezeichnet, auf Bali heißen sie Ringgit.
Die Form der Figuren und die dargestellten mythischen Geschichten haben sich seit dem Vordringen des Islam ab dem 15. Jahrhundert in die zuvor hinduistischen Zentren des Wayang in der indonesischen Inselwelt stark gewandelt. Das Wayang-Puppentheater wurde 2003 von der UNESCO als eines der Meisterwerke des mündlichen und immateriellen Erbes der Menschheit klassifiziert.

## Wayang in der traditionellen Religion und im Hinduismus
Der Ursprung des javanischen Schattenspiels liegt vermutlich in Indien. Die älteste Form des Wayang aus dem 1. Jahrtausend, Wayang Purwa, dürfte auf das Puppentheater Ravana Chhaya aus Orissa zurückgehen, dessen Themen aus den indischen Epen Mahabharata und Ramayana stammen und das mit dem Chhau-Maskentanz dieser Region in einer thematischen und formalen Verbindung steht.
Auf Javanisch bedeutete Wayang „Schatten“, auch im Sinne von Geist. Das Schattenspiel wurde hier zu einer Tradition, weil die Kultur Indonesiens mit dem Glauben an die Geister der Vorfahren sehr eng verbunden ist.
Nach dem animistischen Glauben können die Geister der Ahnen als schützend oder Unheil anrichtend in das Leben der Lebenden eingreifen. Daher versuchen die Anhänger dieses Glaubens Wege zu finden, wie sie die Geister mit Ritualen und Zeremonien, in Form von Schattenspielen um Hilfe bitten können. Die Figuren dieser Schattenspiele waren Wayang Golek (normale Kopfgestalt durch einen damit verbundenen Stab auf dem Rumpf drehbar. Arme durch je ein Stab, der an der Hand befestigt ist beweglich), geschnitzte, bemalte und bekleidete Figuren, die an Fäden gezogen wurden, Malereien auf Schautafeln oder geweihte und verkleidete Menschen.
Vor Christi Geburt war der Hinduismus, aus Indien kommend, nach Indonesien vorgedrungen. Allmählich nahmen die Einwohner diese neue Religion an. Sanskrit wurde die gehobene Sprache in Java und später auch auf Bali. Die Hindus verwendeten das Wayang (wie auch später der Islam), um ihren Glauben zu verbreiten – vor allem durch die Geschichten von Mahabharata und Ramayana. Später wurde diese Mischung aus Religion und Wayang-Spiel als Harmonie zwischen dem Hinduismus und dem Original Indonesischen gefeiert. Auf Java, im Westteil von Sumatra und auf den kleinen Inseln in ihrer Umgebung gab es lange noch Traditionalisten, Förderer und Künstler, die die originalen indonesischen Geschichten aufführten. Doch der Einfluss des Hinduismus überwog, und die ehemaligen Geschichten aus der Zeit des Animismus gerieten in Vergessenheit oder wurden in die hinduistischen Stücke integriert.
Die Figuren des Wayang tauchen in ihrer Gestalt auch in fast allen Malereien dieser Zeit auf. Als Beispiel sei hier die Deckenmalereien im ehemaligen Gerichtssaal in Klunkung auf Bali erwähnt. In der traditionellen balinesischen Malerei ist diese Art der Darstellung noch heute gebräuchlich.

## Wayang und der Einfluss des Islam
Als sich der Islam in Indonesien immer weiter ausbreitete, wurde unter seinem Einfluss die menschliche Darstellung von Göttern verboten und damit diese Art von Malerei und Schattenspiel unterdrückt. Als Raden Patah, Herrscher im Königreich von Demak (Java) die Wayang in ursprünglicher Gestalt sehen wollte, bekam er von den Walis (Religionsführer) keine Erlaubnis dazu. Doch fand man dennoch einen praktischen Weg, um dies zu ermöglichen: die Walis ließen die Wayang-Figuren aus Leder in Form von Wayang Purwa herstellen. An Stelle der Figuren wurden deren Schatten gezeigt und damit nicht die Nachahmung von Menschen oder Göttern, sondern ein Abbild deren Charakteren. Dies war die Geburt des Schattenspiels (Wayang kulit), wie wir es heute kennen. Kulit ist das indonesische Wort für „Haut“.
Im nicht-islamischen Teil Indonesiens findet man noch immer Wayang-Golek-Aufführungen, das Wayang Klitik stellt eine Übergangsform zwischen Wayang Golek und Wayang Kulit dar. Die Figuren des Wayang Klitik sind bemalte Schnitzereien aus flachem Holz (max. 5–15 mm dick) mit beweglichen Armen. Der Kopf ist mit dem Rumpf fest verbunden. Mit ihnen kann sowohl am Tag, wie auch bei Nacht gespielt werden. Diese Arten der Figuren sind wahrscheinlich die ältesten Wayang-Figuren in Indonesien. Sie konnte sich jedoch nicht durchsetzen und sind sehr selten geworden. Das Wayang Kulit, dessen Figuren heute aus ungegerbter Wasserbüffelhaut oder wie auf Lombok aus Rinderhaut hergestellt werden, hat sich als die bekannteste Wayang-Aufführungsweise durchgesetzt. Seine Beliebtheit wird in Indonesien nur noch durch Fußball-Übertragungen im Fernsehen übertroffen.
Das Wayang mit lebenden Personen (Sendratari) findet man noch heute auf Bali (Wayang Topeng).

## Arten des Wayang

### Wayang Topeng oder Wayang Gedog

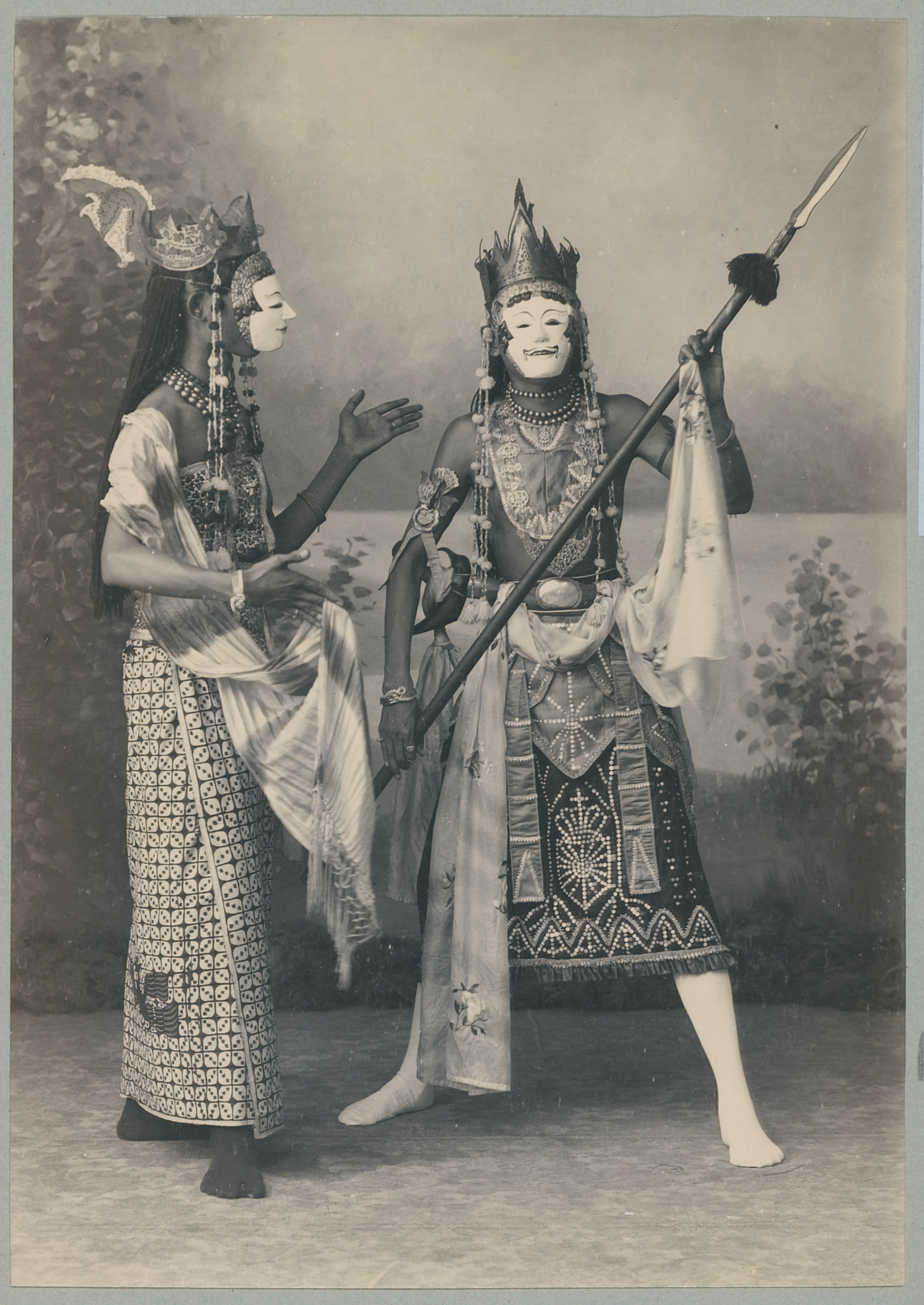
Wayang Gedog, Surabaya, um 1905

Das Wayang Topeng ist eine Theateraufführung mit Themen aus dem Königreich Jenggala, wobei die Schauspieler Holzmasken tragen (gedog von kedok, „Maske“, übertragen „Tarnung“; topeng, „(Theater-)Maske“). Als Thema dient häufig die Geschichte von Raden Panji und Candra. Dies ist eine Liebesgeschichte zwischen der Prinzessin Candra Kirana von Kediri und Raden Panji Asmarabangun, dem Kronprinzen von Jenggala. Candra Kirana stellt die Inkarnation von Dewi Ratih (der Liebesgöttin) und Panji eine Inkarnation von Kamajaya (des Gottes der Liebe) dar. Kirana wurde als Gedicht mit dem Titel „Smaradahana“ – das Feuer der Liebe – geschrieben. Am Schluss der verwirrenden Geschichte können sie endlich heiraten und bekommen als Nachwuchs einen Sohn, den sie Raja Putra nennen. Panji Asmarabangun regierte Jenggala unter dem offiziellen Namen Sri Kameswara oder auch Prabu Suryowiseso oder Hino Kertapati. Früher wurde das Wayang Topeng nur in den vier Palästen von Yogyakarta und Surakarta als klassische höfische Tänze gespielt. Im Laufe der Zeit wurde es immer populärer und volkstümlicher. Wayang Topeng ist auf Java, Bali und nur noch selten auf Lombok verbreitet. Ein Zentrum ist die ostjavanische Stadt Malang.
Für männliche Darsteller:
1. Alus: Sehr langsame, elegante und weiche Bewegungen. So zum Beispiel der Tanz von Arjuna, Puntadewa und alle anderen schlank gebauten Ksatrias. Zwei Arten von Bewegungen kommen vor: Lanyap und Luruh.
2. Gagah:
  - Kambeng: ein mehr sportlicher Tanz, durchgeführt mit Kraft von athletischen Tänzern, dargestellt werden damit Bima, Antareja und Gatotjaca.
  - Bapang: Gagah und Kasar für die Krieger der Kaurawa.
  - Kalang Kinantang: Liegt in etwa zwischen Alus und Gagah, wird getanzt von Tänzern, die Kresno oder Suteja darstellen. Für große und schlanke Tänzer.
3. Kasar: Ein grober und rauer Stil, wird bei der Darstellung von Riesen und Dämonen verwendet.
4. Gecul: Ponokawan & Cantrik
  - Kambeng Dengklik: Für Affenkrieger wie Anoman.
  - Kalang Kinantang Dengklik: Für Affenkrieger wie Sugriwa und Subali.

Für weibliche Darsteller:

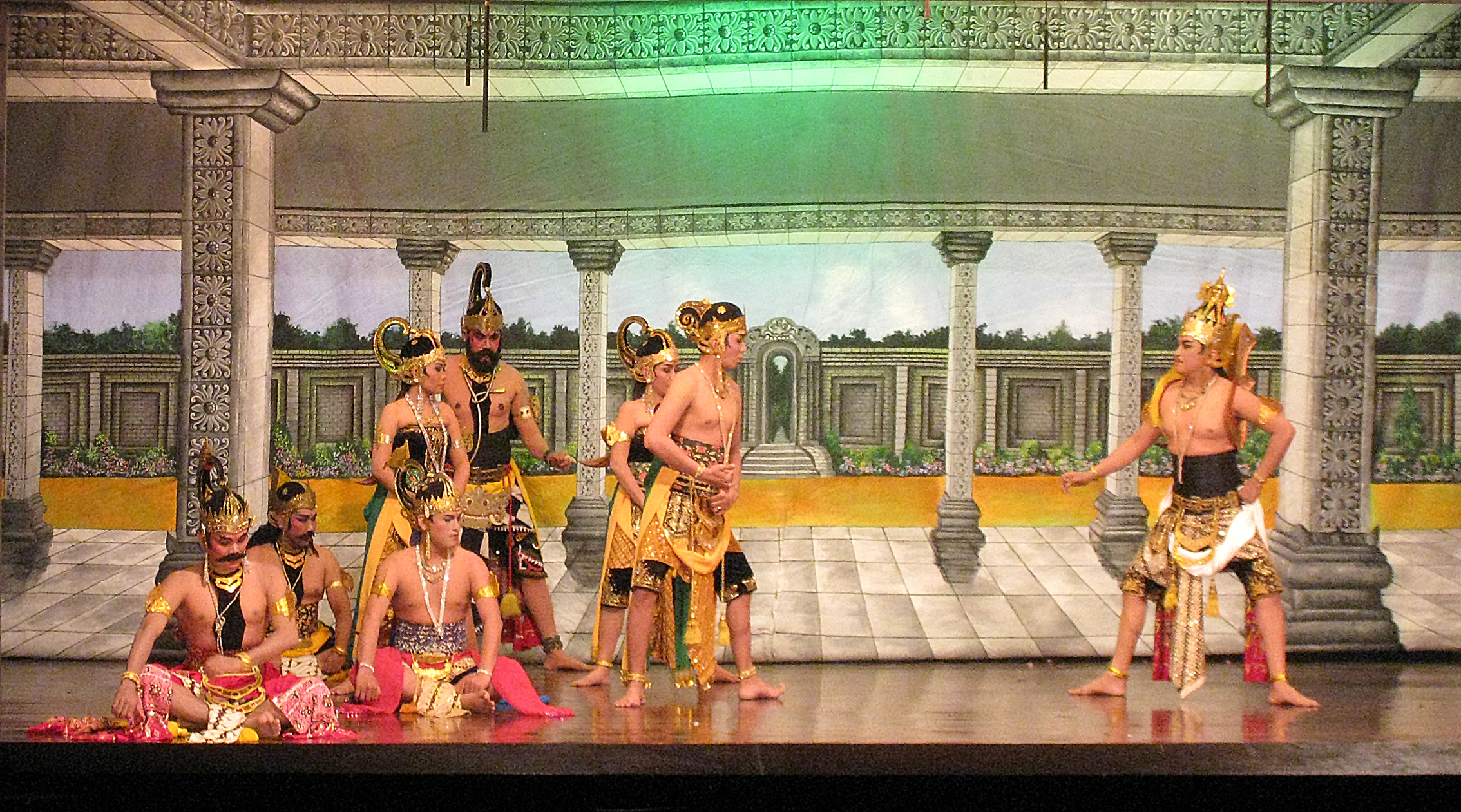
Wayang Wong. Szene aus dem Mahabharata. Links die fünf Pandava-Brüder und ein Wächter, rechts Krishna

Die Bewegungen werden „Nggruda“ oder „Ngenceng encot“ genannt und im klassischen höfischen Tanz gibt es 9 Grundbewegungen (Joged Pokok) und zwölf weitere Bewegungen (Joged Gubahan und Joged Wirogo) um die Bewegungen der Tänzerinnen des Bedoyo und Srimpi zu verschönern.
Heute wird das Wayang Wong, nach dem Gagrak-Stil von Surakarta, mit einer Tänzerin gespielt. Sie führt die Alus-Bewegungen des ksatria, ähnlich Arjuna aus. Nach dem Gagkra-Stil von Yogyakarta führt ein Tänzer dieselben Alus-Bewegungen eines edlen ksatrias aus. Die Kleidung und die ganze restliche Ausstattung sind unterschiedlich für Könige, ksatrias, Einsiedler, Prinzessinnen, Prinzen und Generälen. Insgesamt gibt es ca. 45 unterschiedliche Typen, die vorgeführt werden können.

### Wayang Wong
Das Wayang Wong, entstanden am Hof der Herrscher in Yogyakarta und wurde im 10. Jahrhundert erstmals erwähnt. Es vereint Elemente von Tanz, Musik, Drama, Sprache und Literatur, um Themen des Ramayama oder Mahabharata darzustellen. Es weist stark stilisierte Muster der Bewegung und der Kleidung auf und wird auf Java von unmaskierten, aber kostümierten Darstellern aufgeführt, die ihre Texte selbst vortragen. Auf Bali werden teilweise auch Masken verwendet. Neben den „Palastversionen“ gibt es auch einfachere dörfliche Aufführungstraditionen.

### Wayang Golek oder Holzpuppen (Stabpuppen)
Die gespielten Inhalte gleichen denen des Wayang Kulit, Die Aufführungen finden jedoch am Tage, oder nachts mit ausreichender Beleuchtung statt. Die Besucher sitzen auch nicht vor einer weißen Leinwand, wie im Kino, sondern vor einer erhöhten Bühne mit einer Wand oder Vorhang, die den Dalang (Spielführer) verbirgt. Vor dem Dalang liegt auch kein Bananenstrunk, der die Puppen aufnimmt, sondern ein Plangkan (eine Art Tisch mit Löchern in der Tischplatte), auf dem die benötigten Puppen bereitgestellt werden.
In Zentral- und Ostjava werden bevorzugt Stücke aus dem Menak gespielt, die Geschichten von Amir Hamzah, dem Onkel des Propheten Muhammad, das auch kurz als Wayang Menak bezeichnet wird. In Westjava werden im Wayang Golek dagegen mehr die Geschichten aus dem Mahabharata und Ramayana bevorzugt. Die Geschichten um Amir Hamzah wurden im 16. Jahrhundert zur Unterstützung der Verbreiterung des Islams geschaffen. Neben der Hauptfigur sind darin noch sein bester Freund und Berater, Umar Maya (Umarmaya), sein General Selandir (oder Alam Daur), seine Hauptfrau Putri Muniggarim, sein streitsüchtiger Schwiegervater Nursiwan, viele andere Könige, mit denen man Kriege führen muss oder gute Beziehungen pflegen, Prinzessinnen und auch Teufel (ehemalige Dämonen). Ein Teil der Geschichten finden in die Zeit vor der Geburt des Propheten Muhammad statt und beinhalten sowohl die alten animistischen Erzählungen, als auch solche mit hinduistischem Hintergrund.

### Wayang Karucil oder Wayang Klitik

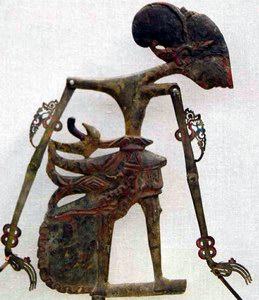
Damarwulan, Wayang Klitik aus Ostjava, Beginn des 20. Jahrhunderts

Wayang-Klitik-Figuren stellen handwerklich eine Mischung zwischen den Wayang-Golek-Figuren und den Wayang-Kulit-Figuren dar. Sie sind aus flachem Holz geschnitzt, ähnlich aufgebaut wie die Wayang-Kulit-Figuren und wurden früher als Schattenspiel eingesetzt. Heute treten sie ohne Leinwand auf. Ein weiteres Merkmal ist, dass sie wesentlich kleiner sind als entsprechende Wayang-Kulit-Figuren. Hier wird dem Umstand Rechnung getragen, dass Holz empfindlicher gegenüber Bruch ist als Leder. Bei Kampfszenen werden Wayang-Klitik-Figuren meist erheblich beschädigt, sehr zum Gaudium der Zuschauer, aber in einem Land, in dem man vor den 1970er Jahren keine dauerhaften Klebstoffe kannte, hieß das generell kostspielige Neuanfertigung. Aus diesem Grunde haben Wayang-Klitik-Figuren, die zu Spielen herangezogen werden und dort Kampfszenen zu durchstehen haben, Arme aus Leder. Der Name dieser Figuren leitet sich aus dem Geräusch klitik-klitik ab, das diese Figuren beim Spielen verursachen.
Ursprünglich waren diese Puppen in Ostjava beheimatet, und dort befinden sich auch heute noch Werkstätten, die diese Puppen herstellen. In der handwerklichen Herstellung sind sie erheblich preisgünstiger als Wayang-Kulit-Figuren.
Die Grundlage der Geschichten, die mit diesen Puppen gespielt werden, stammen aus den Königreichen von Ostjava: Jenggala, Kediri und Majapahit. Aus Jenggala und Kediri stammen die Geschichten von Raden Panji und Cindelaras, die ein paar Dorfjungen mit ihren Kampfhähnen erleben.
Das Damarwulan erzählt die Geschichte eines Helden (Darmawulan) aus Majapahit. Darmawulan ist ein cleveres Kerlchen, der es mit Mut, Geschick, Verstand und der Mithilfe seiner Jugendliebe, Anjasmara, fertigbrachte, einen mächtigen Gegner seiner Königin, Minakjinggo, der im Handstreich das Nachbarkönigreich in seine Gewalt gebracht hatte, auszuschalten. Als Belohnung wurde er Ehemann von Dewi Wahita, der Königin, und König von Majapahit. Als zweite Ehefrau nahm er sich dann seine Jugendliebe Anjasmara, die ihm zu diesem Glück beigestanden hatte. Diese Geschichte ist angefüllt mit Liebesaffären und Kämpfen und kommt beim Publikum ungeheuer an, vor allem dann, wenn der Dalang es versteht, den neuesten Klatsch, Tratsch und Streit aus den umliegenden Dörfern humorvoll mit einzuarbeiten.

### Wayang Kulit

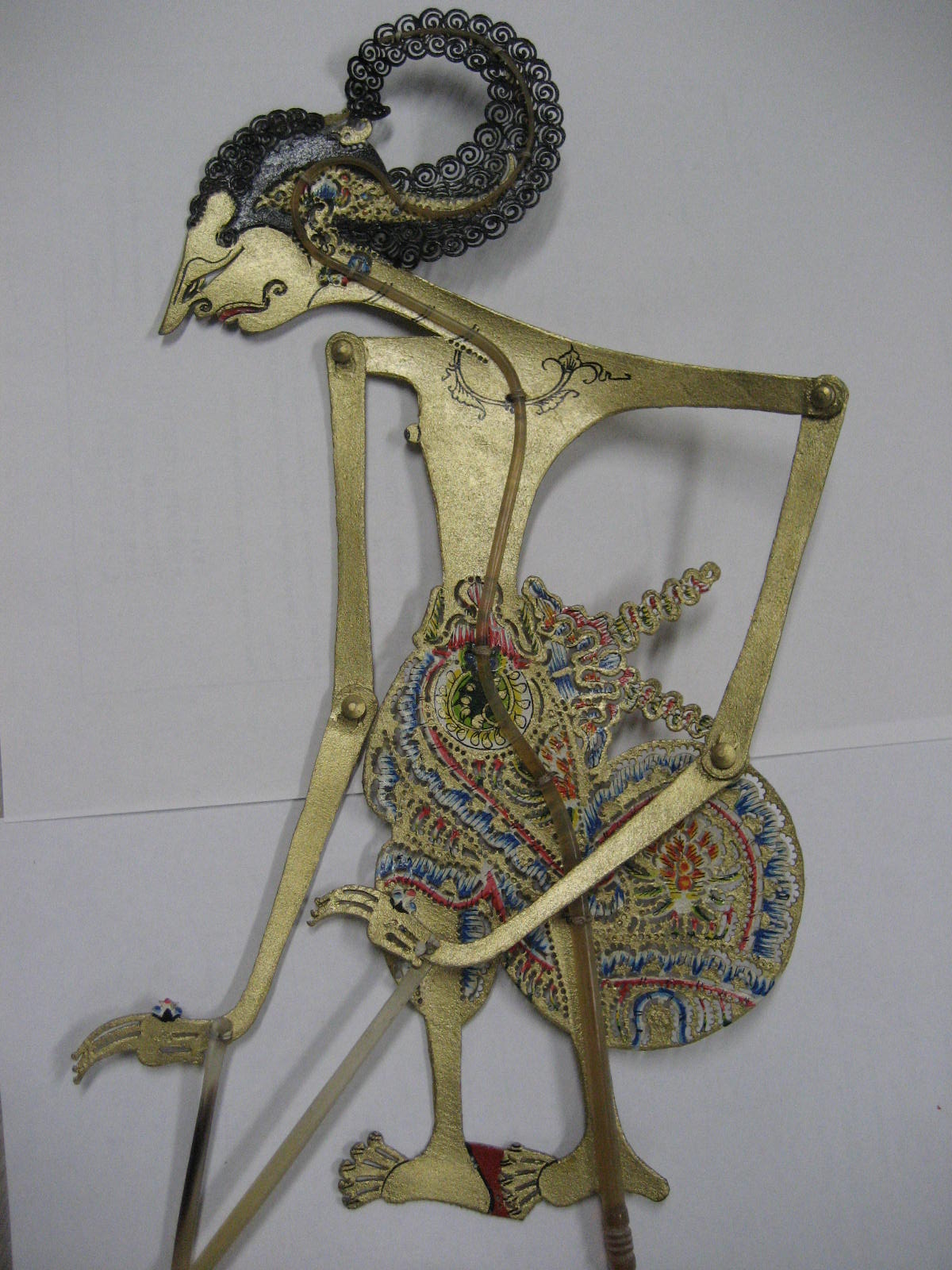
Arjuna als Figur des Wayang Kulit. Mit ihren feinen Perforationen wirken die Figuren durch Licht-Schatten-Kontraste; sie sind stilistisch mit den Figuren des indischen Tholpavakuthu verwandt, jedoch in den Umrisslinien feiner.

Das Wayang Kulit ist ohne Zweifel das bekannteste Wayang aus Indonesien. Bevorzugt gespielte Geschichten stammen aus dem Ramayana oder Mahabharata oder dem Serat Menak. Wege des Figurenreichtums dieser Epen benötigt der Wayang-Spieler, der manchmal Helfer hat, viele Puppen, teils sind es über 100.
Auf Lombok hat sich im Zuge der Islamisierung der Insel eine eigene Stilrichtung des Serat Menak herausgebildet, die vom muslimischen Volk der Sasak gepflegt wird, so dass man häufig die Bezeichnung Serat Menak Lombok oder Serat Menak Sasak findet. Eine Hauptfigur ist Amir Hamzah, der Onkel des Propheten Muhammad.
Eine weitere Stilrichtung, die auf keine der großen Epen Bezug nimmt, sondern meist den aktuellen Tratsch und Klatsch zum Inhalt hat, sind die Panokowan (Panakawan, lustige Dienstbotenfiguren) mit Vater Semar und den Söhnen Gareng, Petruk und Bagong. Man kann es durchaus auch als politisches Kabarett ansehen. 
Das Spiel auf Bali unterscheidet sich teilweise von dem in Mitteljava. Die Proportionen der Figuren sind menschenähnlicher und nicht von der extremen Feinheit der Figuren von Surakarta. Die Musikbegleitung besteht meist nur aus einem vierköpfigen Ensemble im Unterschied zu einem kompletten Gamelan in Java, das balinesische Orchester ist meist temperamentvoller und verzichtet auf lyrisch-epische Anteile. Zur Eröffnung und zum Abschluss jeder Vorführung sowie zwischendurch als Szenenteiler und Requisit tritt die Figur des Gunungan auf, die den Weltenberg und Lebensbaum symbolisiert.
Der Pädagoge, Journalist und Landeskenner Karl Mertes berichtet aus den 1970er Jahren, wie „an Samstagabenden Scharen von Zuhörern sich um ein Radio versammelten, um die stundenlangen Übertragungen der Schattenspiele der Wayang Kulit-Aufführungen aus dem Nationalmuseum zu verfolgen. Die Leute konnten sozusagen am Radio die Spiele sehen, weil ihnen die Geschichten von Kind an vertraut waren. Und das damals noch nicht so weit verbreitete Fernsehen wurde umgangssprachlich auch Wayang-Hidup genannt – «lebendiges Wayang».“

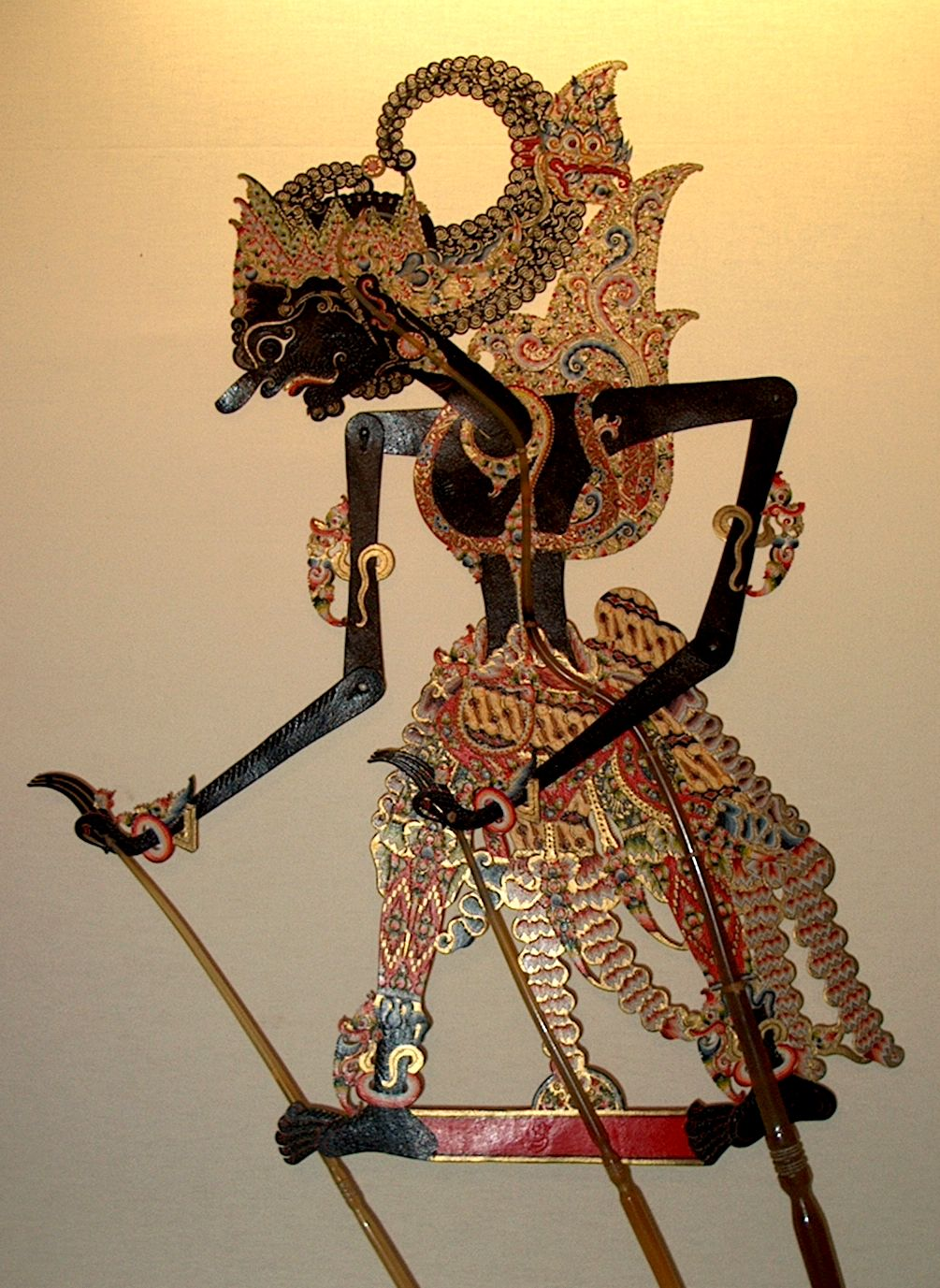
Javanische Wayang-Figur: Gatotkaca, der Neffe Arjunas, in Kriegsbekleidung

Die Figuren aus Büffelhaut sind regionalspezifisch ausgeprägt. Aus Zentraljava (Yogyakarta) kommen sehr aufwendig hergestellte Figuren mit einem hohen Abstraktionsgrad: Die (adeligen) Guten sind dünn, feingliedrig mit mandelförmigen Augen und spitzen Nasen. Ausnahmen von dieser formalen Regel sind Bima und Gatotkaca mit Knollennasen. Sichtbare Eckzähne, plumpe Gestalten und aggressives Aussehen definieren hingegen Dämonen und Riesen. Auf Bali werden kompaktere Figuren hergestellt und aus Lombok kommen Figuren, die realen Personen oder Gegenständen (Autos, Flugzeuge und Schiffe) zum Verwechseln ähnlich sind. In Zentraljava gibt es zwei Stilrichtungen, eine in Yogyakarta und die andere in Surakarta (Solo). Die Solo-Figuren sind schlanker, graziler, mit kürzeren Armen und leichter zu spielen als die Yogya-Figuren. Bei den Frauen ist der Zipfel des Unterkleides nach vorne gezogen und gibt der Figur eine krumme, unterwürfige Haltung, während Solo-Frauen hoch aufgerichtet und stolz erscheinen.
Die handwerkliche Herstellung einer Wayang-Kulit-Figur in spielfähiger Größe dauert einige Wochen, wobei meist mehrere Handwerker (Künstler) nacheinander daran arbeiten. Zunächst der, der die Mastervorlage (meist aus Papier) auf das Leder überträgt, dann der, der die Figur in ihrem Umriss ausstanzt und ebenso die filigranen Strukturen (Durchbrüche/Löcher). Danach wird die Figur geglättet, meist mit einer Glasflasche, und grundiert. Die Struktur wird geprüft und eventuell nachgearbeitet. Eine weitere Glättung erfolgt vor der miniaturhaft-feinen Bemalung, die häufig von einem weiteren Handwerker vorgenommen wird. Zum Schluss werden die beweglichen Teile (Oberarme, Unterarme mit Händen und den zugehörigen Spielstäben) sowie der zentrale Versteifungs- und Haltestab an den Rumpf montiert. 
Die industrielle Fertigung fräst oder schneidet in einem Arbeitsgang bis zu 10 Figuren auf einmal und dauert ungefähr eine Stunde. Die nicht sehr aufwändige Bemalung wird manuell mittels Sprühtechnik vorgenommen, wobei pro Farbe eine Person beschäftigt ist und diese gemäß einer Vorlage aufträgt. Ist er fertig, reicht er die Figur oder Teile davon weiter. Nach der Bemalung werden die Teile zusammengefügt und waschkörbeweise zum Kunden (Souvenirshops) gefahren.

### Wayang Beber
Das Wayang beber ist eine Rollbildvorführung mit einem Bildstreifen, der an jedem Ende auf einen Stab aufgewickelt wird. Es hat große Ähnlichkeit mit den Moritatenerzählungen, wie sie früher auf Jahrmärkten auch in Europa üblich waren. Sie haben dasselbe Schicksal erlitten und sind verschwunden. Was von der einst in Java verbreiteten Aufführung übrig geblieben ist, sind wenige Rollen, die sich heute in Museen befinden. Eine Vorstellung, meist in kleinerem Auditorium, fand wie folgt statt:
Der Dalang gibt ein Zeichen, das Orchester (Gamelan) oder ein Musikant mit einer zweisaitigen Violine (rebab) beginnt zu spielen und der Dalang entrollt den ersten Teil der Geschichte in Form eines Bildes. Sprechend und singend erzählt er die zugehörige Geschichte. Im Lauf des Abends entrollt er so etliche Bilder. Vereinzelt kommen auch Rollen vor, die alle Bilder einer Vorstellung enthalten und sukzessiv abgerollt werden. Der Inhalt der Geschichten handelt vom Helden Raden Panji, der mit Figuren aus dem Mahabharata in Beziehung steht, Erzählungen aus Jenggala oder Geschichten aus anderen Dörfern und Königreichen.

## Musik
Die Orchesterbesetzungen und Musikstile unterscheiden sich nach Region und Art des Wayang. Am weitesten verbreitet ist ein Gamelan, dessen melodieführenden Instrumente Metallophone (gendèr, gangsa oder saron) sind. In der westjavanischen Sunda-Region ist die Instrumentalbesetzung Gamelan Slendro üblich, auf Bali kommen die lebhafteren Orchester Gender Wayang, Wayang Ramayana und Wayang Gambuh vor. Nur noch sehr selten ist auf der östlichen Nachbarinsel Lombok das Gamelan Wayang Sasak zu hören, dessen komplexer Rhythmus selbst im Vergleich mit der allgemein schnellen Musik von Lombok äußerst lebhaft klingt. Das Tempo wird hier von dem kleinen hölzernen Hammer keketak vorgegeben, den der Dalang zwischen den Zehen hält.